# NGC 4394
NGC 4394 is een balkspiraalstelsel in het sterrenbeeld Hoofdhaar. Het hemelobject ligt 55,4 miljoen lichtjaar van de Aarde verwijderd en werd op 14 maart 1784 ontdekt door de Duits-Britse astronoom William Herschel.

## Synoniemen
- UGC 7523
- IRAS 12234+1829
- MCG 3-32-35
- VCC 857
- ZWG 99.47
- KCPG 334B
- PGC 40614